# Nantoux
 Nantoux  là một xã ở tỉnh Côte-d’Or trong vùng Bourgogne-Franche-Comté, phía đông nước Pháp. Khu vực này có độ cao từ 266-467 mét trên mực nước biển.